# ヒメジ
ヒメジ（比売知、学名：Upeneus japonicus）は、スズキ目ヒメジ科に分類される海水魚の一種。東アジア沿岸の浅い海に生息する海水魚で、日本では食用に漁獲される。

## 特徴
成魚は全長20cmほど。体は前後に細長く、側扁する。体は淡赤色だが、濃色の横帯や斑が出ることもある。特に休息時や夜は昼間と色彩が異なる。尾鰭の上半分に2-4本の赤帯があり、二つの背鰭にも3-4本の赤い縦帯がある。下顎の下面には黄色の「あごひげ」が2本ある。口には細かい歯があるが、顎だけでなく前鋤骨と口蓋骨にもある。
日本の北海道南部以南、大陸側は沿海地方キエフカ以南、朝鮮半島や台湾にかけての暖海域に分布し、水深数m-100mほどの、礫や貝殻が混じった砂底に生息する。
海底からはほとんど離れず、あごひげで砂底を探りながら泳ぐ。このあごひげは感覚器になっていて、砂の中に潜む小動物を探し当てることができる。主に端脚類やエビなどの小型甲殻類を捕食する。
産卵期は夏で、全長数cmほどの稚魚は夏から秋にかけて海水浴場に出現することもある。冬は深場に移る。

## 別名
「ヒメ」（東京都・広島県）、「オキノジョウ」（新潟県）、「オキノジョロウ」（富山県）、「アカイオ」（福井県・三重県）、「アカムツ」（三重県）、「ヒメイチ」（関西・中国地方や四国）、「ハナジャコ」「ヒメジャコ」（和歌山県）、「イトヨリ」「キンタロウ」（岡山県や山口県北部）、「ベニサシ」「ベンサシ」（山口県-九州北部）、「キシノメンドリ」（鹿児島県）、「カタカシ」「ジンバー」（沖縄県）など。あごひげがあることから、「オジサン」と呼ばれることもある。
小型魚だが外見が色鮮やかで、食用にもなることから日本各地でよく知られ、赤い体色などから呼ばれる様々な地方名がある。標準和名「ヒメジ」は、神奈川県の三崎や国府津での呼び名に因む。
学名はシーボルトらの『日本動物誌』によって Mullus bensasi が記載され、属が変わった Upeneus bensasi が以後長く用いられた。しかしランドールら（1993年）によって、それ以前に記載されていた U. japonicus（記載当初は M. japonicus）が正しいとの見解が示された。なお種小名 "bensasi" は、シーボルトの赴任先である長崎での地方名「ベンサシ」に因んでいる。

## 利用
小骨が多いので市場にはあまり流通しないが、日本産ヒメジ類ではまとまった漁獲がある唯一の種類である。主に底引網で漁獲されるが、シロギスやマハゼなどを狙った沿岸の釣りで漁獲されることもある。
動物性の餌を食べているため、身は脂肪分の少ない白身でありながら食味は濃い。旬は冬とされている。から揚げ、南蛮漬け、塩焼き、煮付けなどで食べられる。また、高級な魚肉練り製品の原料としても用いられる。
「金太郎」と呼び食べる習慣がある山口県萩市では、道の駅萩しーまーとの発案で観光客誘致などに活用している。道の駅や飲食店で刺身や寿司、塩焼きなどを提供しているほか、後述のルージェ（ルージュ）というオイル漬けを地元で生産している。
フランス料理の魚料理の代表的な食材とされるルージェ（フランス語: rouget）に日本語の「ヒメジ」に充てることもあるが、「ルージェ」はヒメジ科の数種の魚の総称であって、じっさいに食材としてもっとも珍重されるルージェはメダマヒメジ属の2種、すなわちチチュウカイヒメジおよびニシアカヒメジであり、本項の「ヒメジ」とは別属別種である。